# Gjøa

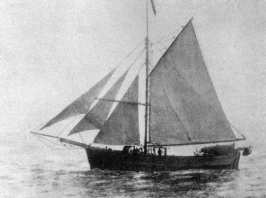
La Gjøa, la prima nave ad aver attraversato il Passaggio a nord-ovest

La Gjøa fu il primo vascello ad aver attraversato il Passaggio a nord-ovest. Con una ciurma composta da sei persone, Roald Amundsen attraversò il passaggio durante un viaggio di tre anni conclusosi nel 1906.

## Storia

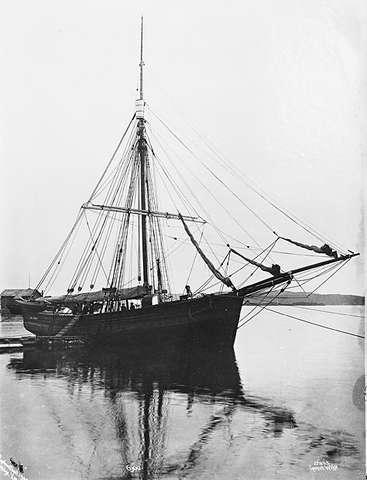
La Gjøa nel 1903, durante la spedizione del primo attraversamento del Passaggio a nord-ovest

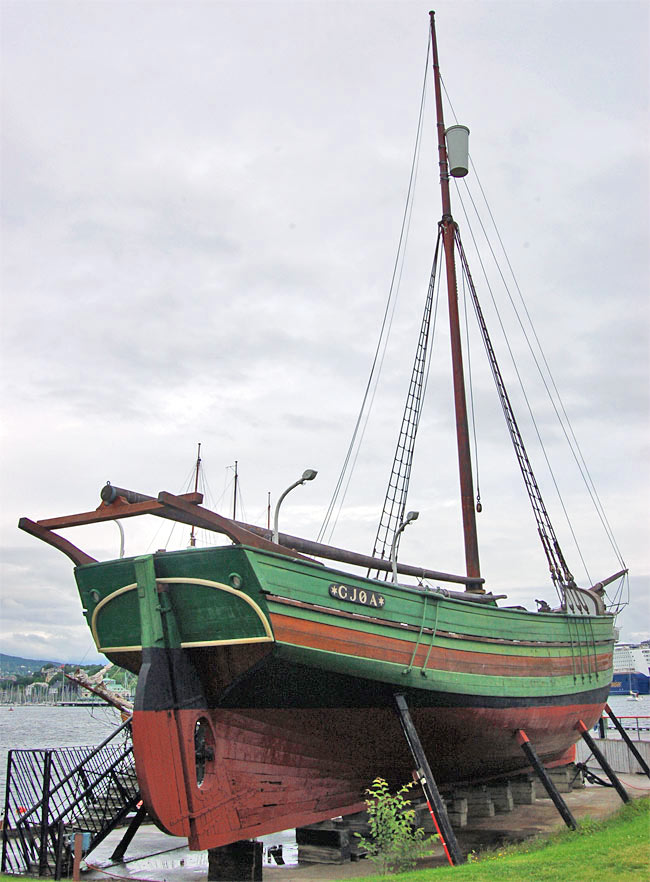
La Gjøa oggi presso il Museo marittimo norvegese di Oslo, Norvegia

### Costruzione
La sloop a poppa quadrata di 21,3 per 6,1 metri, con un volume di 130 m3, fu costruita da Knut Johannesson Skaale a Rosendal, in Norvegia, nel 1872, lo stesso anno in cui nacque Amundsen. Fu battezzata Gjøa dal nome della moglie dell'allora proprietario. Gjøa è una forma moderna del nome norreno Gyða, a sua volta abbreviazione di Guðfríðr, composto da guð 'dio' e fríðr 'bello'. Per i successivi 28 anni il vascello fu un peschereccio per aringhe.

### Acquisto da parte di Amundsen
Nel 1900 Amundsen la acquistò da Asbjørn Sexe di Ullensvang, Norvegia, per la sua prossima spedizione nel Mar Glaciale Artico. La Gjøa era più piccola dei vascelli utilizzati da altre spedizioni artiche, ma Amundsen aveva intenzione di sopravvivere grazie alle provviste fornite dalle terre e dai mari che avrebbe attraversato durante il viaggio, ed era convinto che in questo modo si potesse sfamare solo un piccolo equipaggio (fu questo il motivo del catastrofico fallimento della spedizione di John Franklin 50 anni prima). La sua scarsa profondità avrebbe aiutato ad attraversare i bassi fondali degli stretti artici.
Amundsen aveva poca esperienza di navigazione nei mari artici, per cui decise di organizzare una spedizione di addestramento prima di imbarcarsi nei mari artici. Assunse Hans Christian Johannsen, suo precedente proprietario, ed una piccola ciurma e salpò da Tromsø nell'aprile del 1901. I successivi cinque mesi trascorsero cacciando foche tra il pack del mare di Barents. Dopo il ritorno a Tromsø a settembre, Amundsen iniziò a rimediare alle carenze della Gjøa che il viaggio aveva evidenziato. Fece installare un motore a cherosene ad elica singola con 13 cavalli vapore (prima era mossa solo dalle vele, per cui si era dimostrata lenta). Buona parte dell'inverno fu passata a migliorare la protezione dal ghiaccio.

### Attraversamento del Passaggio a nord-ovest
Nella primavera del 1902, quando la nave fu pronta, Amundsen salpò verso Christiania (in seguito diventata Oslo), capitale della Norvegia. In quel periodo la Norvegia era ancora unita malvolentieri alla Svezia, ed Amundsen sperava che lo spirito nazionalistico che stava montando nel Paese avrebbe attratto sponsor decisi a sobbarcarsi i faraonici costi della spedizione. Dopo lunghe discussioni, ed una donazione ricevuta da re Oscar, il tentativo riuscì. Quando Amundsen tornò dal viaggio la Norvegia aveva già guadagnato l'indipendenza.
Amundsen era il capo della spedizione ed il comandante della Gjøa's. Il suo equipaggio era composto da Godfred Hansen, tenente danese, primo ufficiale della Gjøa, Helmer Julius Hanssen, secondo ufficiale e pilota esperto tra i ghiacci (che avrebbe poi accompagnato Amundsen in molte future spedizioni), Anton Lund, capitano esperto di caccia alle foche, Peder Ristvedt (1873-1955), ingegnere, Gustav Juel Wiik, secondo ingegnere e cannoniere della marina norvegese e Adolf Henrik Lindstrøm (1866-1939), il cuoco.
La Gjøa salpò da Oslofjord il 16 giugno 1903 dirigendosi nel mare del Labrador a ovest della Groenlandia. Da qui attraversò la baia di Baffin e imboccò gli stretti ghiacciati dell'arcipelago artico canadese. Alla fine di settembre la Gjøa si trovava a ovest della Boothia e iniziava a trovare il tempo avverso ed il mare ghiacciato. Amundsen la condusse in un porto naturale lungo la costa meridionale dell'isola di Re Guglielmo. Il 3 ottobre fu bloccata dai ghiacci.
Rimase bloccata per circa due anni, mentre l'equipaggio effettuava viaggi in slitta per effettuare misurazioni e determinare la posizione del Polo Nord Magnetico, apprendendo dagli Inuit locali. Il porto, noto come Uqsuqtuuq ("molto grasso") in lingua inuktitut, divenne l'unico insediamento sull'isola; Gjoa Haven, Nunavut, aveva una popolazione di oltre mille persone (1279 nel censimento del 2011).

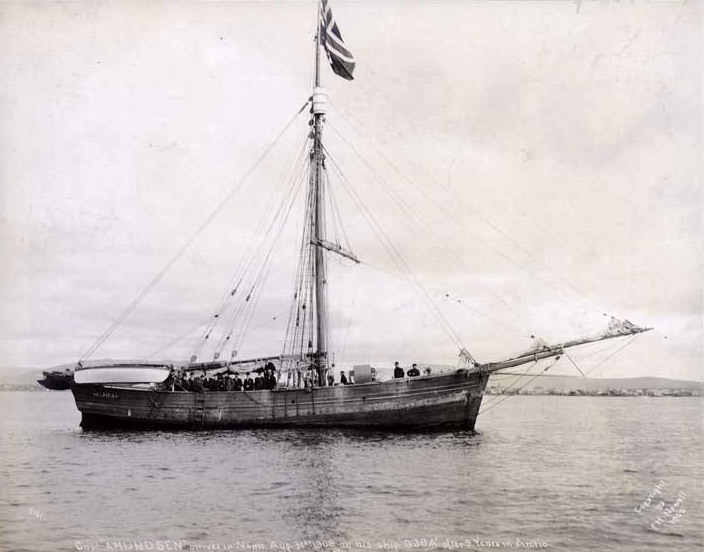
La Gjøa giunge a Nome, agosto 1906

Gjøa ripartì da Gjoa Haven il 13 agosto 1905, navigando i pericolosi stretti a sud dell'isola Victoria, e da qui ad ovest nel mare di Beaufort. Ad ottobre la Gjøa era nuovamente bloccata dai ghiacci, stavolta nei pressi di Herschel Island nello Yukon. Amundsen lasciò a bordo i propri uomini passando buona parte dell'inverno sciando per quasi 800 km verso sud fino a Eagle, in Alaska, per telegrafare notizie sui successi della spedizione. Tornò a marzo, ma la Gjøa rimase bloccata fino all'11 luglio. La Gjøa raggiunse Nome il 31 agosto 1906. Ripartì verso una San Francisco scossa dal terremoto, dove la spedizione giunse il 19 ottobre.

### San Francisco: rovina e restauro
Invece di ripartire per doppiare Capo Horn e tornare in Norvegia, la comunità norvegese statunitense di San Francisco convinse Amundsen a vendere loro la barca. La nave fu donata alla città di San Francisco e trascinata sulla spiaggia all'estremità nordoccidentale del Golden Gate Park, circondata da un basso steccato e lasciata in mostra. Amundsen sapeva che la notorietà garantitagli da quanto fatto a bordo della Gjøa gli avrebbe permesso di avere a disposizione la nave di Fridtjof Nansen, la Fram, creata apposta per i ghiacci e di proprietà dello Stato norvegese. Amundsen ed il suo equipaggio tornarono in Norvegia a bordo di una nave commerciale. Dei membri della spedizione, solo Wiik non fece ritorno in Norvegia; era morto a causa di una malattia durante il terzo inverno passato in Artide.
Nei decenni successivi la Gjøa andò lentamente in rovina, e nel 1939 era in pessime condizioni. La ristrutturazione fu rimandata a causa della seconda guerra mondiale, e le riparazioni furono completate solo nel 1949. Essendo esposta all'aperto, ed avendo affrontato 66 anni di venti forti, sale oceanico e sabbia, la barca peggiorò nuovamente finché nel 1972 fu restituita alla Norvegia, che la espose al Norsk Maritimt Museum di Oslo, dove rimase parecchi anni esposta all'aperto e sottoposta a pioggia, neve e venti forti. Si decise quindi di cederla all'adiacente Museo Fram, che dal 2013 la ospita in una nuova struttura realizzata appositamente, e nel 2017 ha provveduto ad un esteso restauro.

## La Gjøa oggi
La Gjøa è oggi visitabile presso il Museo Fram, situato sulla penisola di Bygdøy a Oslo.
Una bauta (pilastro commemorativo) si trova oggi a San Francisco, dove la Gjøa era esposta.
La Gjøa è stata il set di un documentario del 2005, The Search for the Northwest Passage, nel quale Kåre Conradi interpretò Amundsen.